# Exposição "Artistas da URSS dos últimos 15 anos"
A exposição "Artistas da URSS dos últimos 15 anos" foi realizada entre 1932 e 1934, primeiramente na cidade de Leningrado, e depois em Moscou. Seu principal objetivo foi fazer um levantamento do estado da arte soviética num contexto de reformulação do projeto socialista e, assim, utilizar as obras expostas como método de ratificação ou rejeição dos princípios estéticos defendidos pelo governo de Stálin. Nessa mesma exposição, consolidou-se o estilo do realismo socialista como elemento da identidade visual da URSS, rejeitando os pressupostos de movimentos artísticos e estilísticos como o suprematismo e o construtivismo, característicos das vanguardas russas do início do século XX.
Organizada por um Comitê Governamental liderado por Andrei Bubnov (1883-1938), que atuou como um supervisor ideológico, e por um Comitê de Exibição, liderado por Igor Grabar (1871-1960), as duas mostras da exposição exibiram aproximadamente 2640 obras de até 500 artistas. Dentre  os vários artistas que tiveram seus trabalhos exposto podemos citar Aleksandr Samokhvalov, Aristarkh Lentulov, Aleksandr Drevin, Nadezhda Udal'tsova, Ivan Kliun e Kazmir Malevich.

## Contexto histórico
O socialismo na Rússia foi implementado por meio de um processo revolucionário iniciado em 1917 e liderado, a partir de outubro desse ano, pelo Partido Bolchevique comandado por Vladmir Lênin. Nos primeiros anos, vários foram os desafios do governo socialista: a retirada da Rússia da Primeira Guerra Mundial, a organização de um governo aos moldes dos sovietes e trabalhadores russos, a organização da economia sob um novo viés, as guerras civis ocorridas entre 1918 e 1921 e a criação da União das Repúblicas Socialistas Soviéticas (URSS). Uma das principais questões a serem enfrentadas foi a organização da economia: desde o processo de destruição da Primeira Guerra e das guerras civis até a criação da Nova Política Econômica (NEP). Foi justamente nos primeiros sinais positivos dessa política econômica, que Lênin veio a falecer, em 1924,  sendo substituído por Josef Stalin.

Se no plano econômico o governo de Stalin (1927-1953) foi o responsável por uma ampla reorientação econômica pautada pelos Planos Quinquenais, no campo político foi caracterizado pela instauração de um governo totalitário marcado pela perseguição e censura aos dissidentes e opositores. Conforme afirma Reis:  
"(...) ao longo dos anos 1930, no grande salto para a frente empreendido pela URSS, Stalin consolidou poder, prestígio e liderança, dirigindo o país na glória da prosperidade e no terror dos expurgos." 
Nesse contexto de progresso econômico e escalada autoritária, o campo literário e artístico sofreu um processo de centralização aos moldes ideológicos e estéticos do regime stalinista. Para além da perseguição política contra artistas, escritores e intelectuais, a censura (praticada desde 1920 por meio do Colegiado Central para a Educação Política - Glavpolitprosvet ) foi acompanhada pelo desejo de reorganização do campo artístico e cultural (com exceção da arquitetura e cinema), desejo esse consolidado com o Decreto de 23 de abril de 1932 que extinguiu todas as correntes artísticas soviéticas com o intuito de enquadrá-las numa organização vinculada ao Comitê Central do Partido da URSS. Esse decreto tinha por objetivo extinguir a Associação dos Escritores Proletários (RAPP), estendendo suas diretrizes para outros grupos e áreas das artes.

Essas iniciativas do governo foram acompanhadas pela proposta artística defendida por Andrei Jdanov, comissário responsável pela produção cultural e pela propaganda, e um dos principais atores na cristalização concepção estética conhecida como realismo socialista ou realismo heróico. O realismo socialista foi consagrado como a estética oficial do regime stalinista a partir do Congresso de Escritores de 1934, presidido pelo escritor Maxim Gorky. Um dos objetivos desse congresso  foi caracterizar os princípios do realismo visando destacar a tipicidade, o otimismo, o "romantismo revolucionário" e a "realidade em seu desenvolvimento revolucionário". Segundo destaca Bowlt:
"Este congresso desempenhou um papel importante na história da cultura soviética não só porque constituiu um símbolo impressionante de solidariedade (estiveram presentes quase seiscentos delegados de quase cinquenta nacionalidades soviéticas), mas também porque defendeu o realismo socialista como único meio artístico viável para a literatura e arte soviéticas. Ao longo da década de 1920, as ideias de realismo e, mais especificamente, de realismo heróico tinham sido apoiadas por funcionários do Partido, bem como por uma série de escritores e artistas soviéticos..."
Desse modo, o realismo socialista serviu como um dispositivo imagético e discursivo importante para a legitimação da narrativa stalinista sobre o estágio do socialismo a partir dos desafios impostos pela reorganização econômica e social dos Planos Quinquenais e da complexa década de 1930 na Europa. E ao longo da formulação dessa narrativa, o campo artístico e intelectual cumpria um papel fundamental para consagrar o imaginário coletivo do "homem soviético", que deveria se voluntariar e se comprometer, de maneira otimista e heróica, pela manutenção dos ideais da revolução bolchevique e do progresso econômico da URSS.

## Osformalistas
Ao longo da década de 1920, houve um fervilhar de iniciativas no campo artístico, caracterizado pelo surgimento de associações e movimentos de pintores, escritores e designers. Foi nesse contexto que a Vkhutemas ganhou espaço e amplificou o trabalho e  as concepções estéticas das vanguardas e do modernismo russo em suas propostas pedagógicas de artes e design. Da mesma forma, teve o surgimento da AKhRR (Associação dos Artistas da Rússia Revolucionária), da OST (Sociedade dos Pintores de Cavalete), da LEF (Frente de Esquerda das Artes), dentre outros.
Toda essa variedade de movimentos e estilos gerou um amplo debate sobre a relação entre a produção artística e as demandas da construção do socialismo. A necessidade de pensar o "homem soviético", à luz dos desafios econômicos e sociais de um socialismo em permanente construção, e num período de transição entre a NEP e os Planos Quinquenais,  trouxe às artes a reflexão de como a produção artística contribuía, ou não, para esse processo. Dessa reflexão surgiram inúmeras disputas e tensões entre esses grupos, na qual a questão do formalismo surgiu como uma denominação da arte e da estética considerados  um "desvio dos propósitos socialistas", ou seja, antissoviéticos.
Com isso, as obras dos artistas da vanguarda russa, em especial, dos construtivistas e dos suprematistas passaram a ser acusadas de retratarem pinturas reacionárias devido sua inspiração da arte moderna ocidental, de reproduzirem uma ideologia pequeno burguesa, e de não serem compreensíveis pelos proletários. Portanto, o formalismo foi uma crítica utilizada tanto por grupos contrários ao estilo das vanguardas quanto pelo órgãos de governo que, a partir de 1930, passaram a defender o realismo socialista como padrão estético a ser seguido e a criticar os elementos considerados como de inspiração burguesa.

## A exposição em Leningrado (1932-1933)
A primeira mostra da exposição foi realizada no Museu Russo  na cidade de Leningrado (atual São Peterburgo), entre dezembro de 1932 e janeiro de 1933. Ao todo, foram expostas 2640 obras de 423 artistas que tiveram liberdade para escolher a disposição de seus trabalhos nas galerias definidas pelo Comitê de Exibição.
As galerias eram dividias em três etapas:
- Bloco 1: destinado para as obras de artistas que já realizavam trabalhos antes da Revolução de 1917 e foram "sovietizados", como Boris Kustodiev, Konstantin Iuon, Kuz'ma Petrov-Vodkin, e Petr Konchalovskii.
- Espaço de transição: destinada aos trabalhos dos formalistas, como os de Malevich e Drevin.
- Bloco 2: destinada aos artistas que já iniciaram suas carreiras no contexto pós-revolucionário soviético, como Aleksandr Deineka, Georgii Riazhskii, Pavel Sokolov-Skalia, e Fedor Bogorodskii.

O trajeto entre os blocos e galerias visava construir uma narrativa política da história artística soviética. Assim, nesse primeiro momento, as vanguardas e movimentos artísticos eram apresentados ao público, como a AKhRR (apontada como a responsável pela criação da estética do realismo heroico), os suprematistas, e o OST .  Apesar da realismo da AKhRR ser apontado como a tendência hegemônica, buscou-se abordar as diversas tendências artísticas, ainda que sob o olhar da suspeição, como foi o ocorrido com Malevich e Pavel Filonov, cujos trabalhos foram expostos em galerias individuais. O próprio Comitê de exibição havia manifestado o desconforto em expor as obras de Malevich e Filonov, como destaca Villella:
"O isolamento de Malevich e Filonov não lhes garantiu, contudo, a segurança de serem exibidos. Um dia antes da abertura da exposição, Bubnov ordenou o fechamento das galerias de ambos e elas só foram mantidas por conta da intervenção do Primeiro Secretário do Partido, Sergei Kirov (1886-1934), e do diretor do Museu Russo, Iosif Gurvich (1907-1992)."
O isolamento da galeria e o posicionamento do Comitê de Exibição sobre os  considerados formalistas foi um prelúdio do que os aguardava na segunda mostra em Moscou.

## A exposição em Moscou (1933-1934)
A segunda montagem da exposição ocorreu no Museu Histórico do Estado, em Moscou entre 1933 e 1934. Ficaram expostas 1042 obras de 500 artistas. Ao contrário do que ocorreu em Leningrado, os artistas não puderam escolher a disposição de suas obras, que passou a ser definida pelo Comitê de Exibição, que optou por uma homogeneização dos estilos artísticos, sem identificar os grupos ou movimentos. Desse modo, a narrativa oficial de enquadramento visou indicar um certo "estágio final" da arte soviética apontando o realismo como o paradigma oficial da estética revolucionária. O próprio catálogo desse mostra deixou claro ao definir que "o estilo de nossa época é o realismo socialista".
Dessa vez, a crítica aos formalistas se deu de forma mais enfática: as obras de Malevich foram reduzidas quando comparada com a exposição de Leningrado. Das 26 obras expostas na primeira montagem, cuja maioria consistia na evidência do suprematismo, na mostra de Moscou, o artista exibiu apenas 8, em sua maioria do período em que seu trabalho esteve mais caracterizado pelo retorno ao figurativismo, elemento com maior aceitação entre a cúpula artística próxima aos princípios do Comitê de Exibição.

Além de isoladas, as obras dos formalistas foram expostas com uma inscrição na parede de uma citação de Lênin na qual dizia: 
"Sou incapaz de considerar os trabalhos do expressionismo, futurismo, cubismo e outros "ismos" como a mais elevada manifestação do gênio artístico. Não os entendo. Eles não me proporcionam a menor alegria."
Para além dessa narrativa crítica e depreciativa, os guias que mediavam às visitações eram instruídos a permanecerem um bom tempo na galeria dos formalistas de forma a educar os visitantes a identificar o tipo de arte que deveria ser rejeitada por ser "antissoviética".  Com isso, a exposição "Artistas da URSS dos últimos 15 anos", a partir de sua curadoria e dos ataques aos formalistas, pode ser considerada como um marco da doutrina artística do período stalinista.